# Haymarket Riot

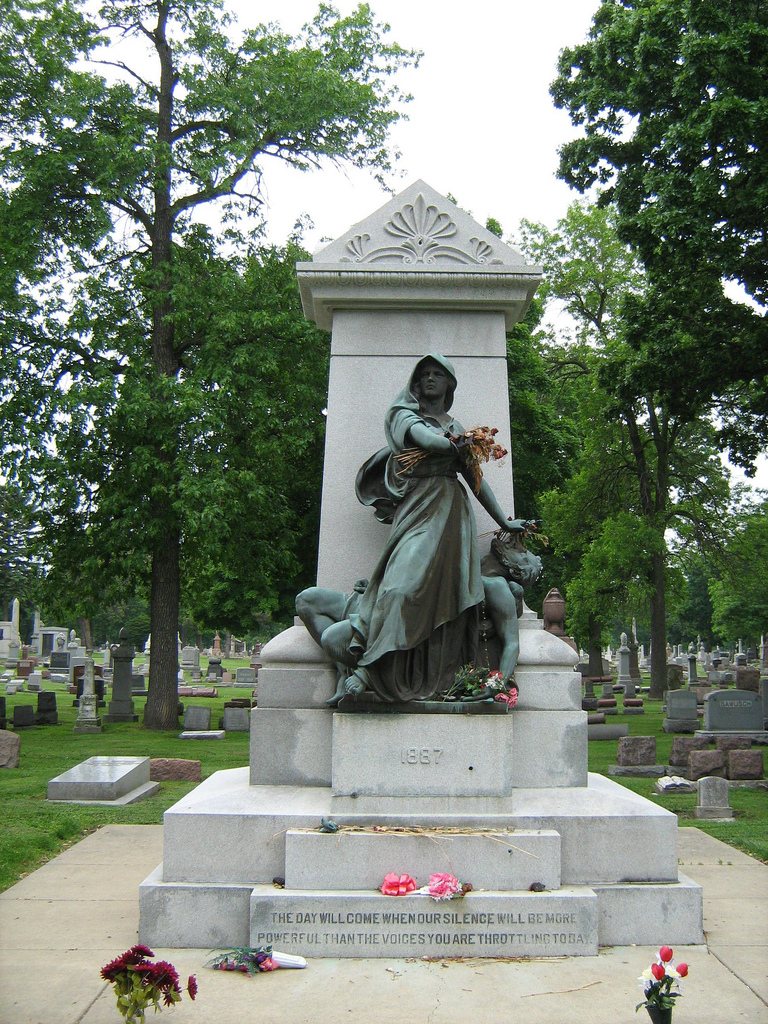
Haymarket Martyr’s Memorial auf dem Waldheim-Friedhof (seit 1969: Forest Home Cemetery), Chicago. Es ist seit 1997 eine National Historic Landmark.

Am 1. Mai 1886 begann in Chicago (Illinois, Vereinigte Staaten) ein mehrtägiger, von den Gewerkschaften organisierter Streik, um eine Reduzierung der täglichen Arbeitszeit von zwölf auf acht Stunden durchzusetzen. Die mit diesem und den darauf folgenden Tagen verbundenen Ereignisse werden als Haymarket Riot, Haymarket Affair und Haymarket Massacre bezeichnet und begründeten die Tradition der internationalen Arbeiterbewegung und der Gewerkschaften, den 1. Mai als Kampftag der Arbeiterklasse zu begehen.

## Hintergrund
Im Oktober 1884 rief die Federation of Organized Trades and Labor Unions of the United States and Canada (heutiger Nachfolger American Federation of Labor and Congress of Industrial Organizations) zu einem landesweiten Streik für den 1. Mai 1886 auf. Dieser Tag war in den USA der traditionelle „moving day“, also der Tag an dem Arbeitsverträge geschlossen oder gekündigt wurden. Ziel war die Arbeitszeitbegrenzung durch Einführung des Achtstundentages. Am 1. Mai streikten in den Vereinigten Staaten nach verschiedenen Schätzungen insgesamt zwischen 300.000 und 500.000 Menschen. Der größte Streik fand in Chicago statt und umfasste rund 90.000 Teilnehmer. Die Situation war angespannt, die Miliz wurde in Bereitschaft versetzt und z. B. die Chicago Mail rief dazu auf, ein Exempel an den zentralen Personen des Protestes, August Spies und Albert Parsons, zu statuieren, falls es zu Problemen kommen sollte.
Chicago war ein industrielles Zentrum, und zehntausende migrantische Arbeiter aus Deutschland und Böhmen wurden für etwa $1.50 pro Tag eingestellt. Amerikanische Arbeiter arbeiteten sechs Tage und über 60 Stunden pro Woche. Die Stadt war ein Zentrum der Arbeiterbewegung und des organisierten Kampfes für bessere Arbeitsbedingungen. Eigentümer reagierten mit Maßnahmen gegen die Gewerkschaften wie die erfolgreichen Knights of Labor, indem sie organisierte Arbeiter entließen, sie auf schwarze Listen setzten, Aussperrungen, Streikbrecher und private Sicherheitskräfte einsetzten, Spione und Schläger anheuerten und ethnische Konflikte zur Spaltung der Arbeiterschaft schürten. Die Interessen der Industriellen wurden von den Mainstream-Zeitungen unterstützt und von Arbeiter- und Migrantenpresse abgelehnt.

## Verlauf

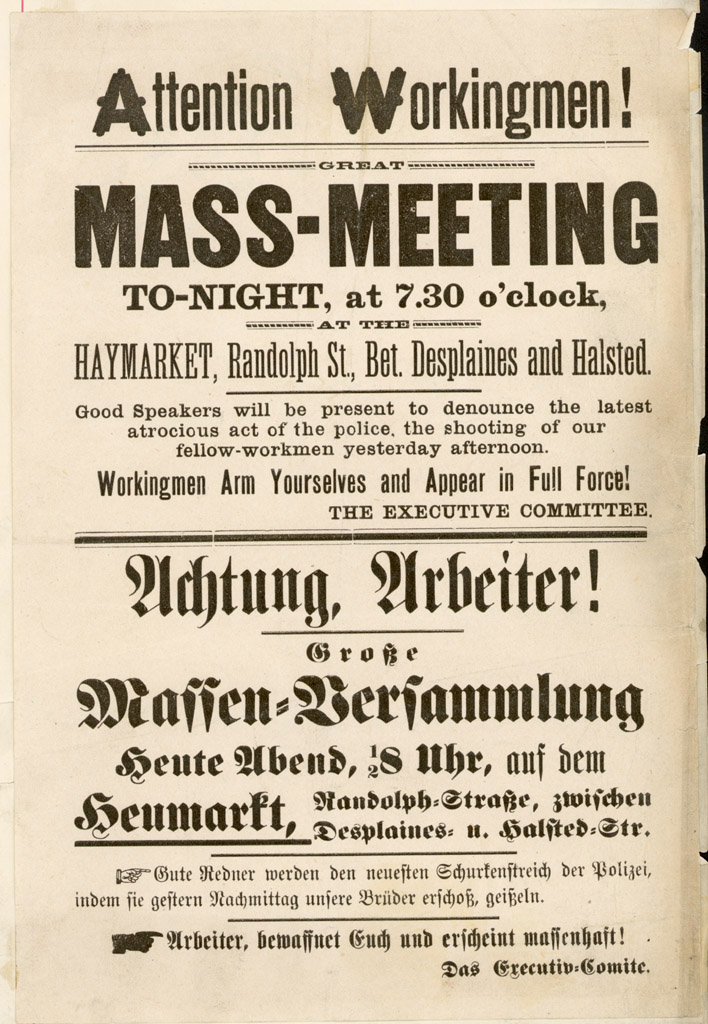
Zweisprachiger Aufruf zur Versammlung am 4. Mai. Die zweite Auflage des Flugblatts enthielt die Aufforderung zur Bewaffnung nicht mehr.

Am Abend des 1. Mai 1886 fand eine Arbeiterversammlung auf dem Haymarket in Chicago statt, deren Redner der Chefredakteur und Herausgeber der anarchistischen Arbeiter-Zeitung, August Spies, war. Neben dem Streik für den Achtstundentag war einer der Gründe der Versammlung, dass die Gewerkschaft drei Wochen zuvor ihren ersten großen Sieg in Chicago verbuchen konnte: In einer Fabrik für landwirtschaftliche Geräte hatte sich die Mehrheit der Arbeiter gegen die Betriebsleitung solidarisch erklärt und wegen der unmenschlichen Arbeitsbedingungen in der Fabrik mit Streik gedroht. Die Folge waren Massenaussperrungen. Die dadurch freigewordenen 800 bis 1000 Stellen sollten nun mit neuen Einwanderern, die in solchen Fällen vor der Fabrikpforte Schlange standen, aufgefüllt werden. Infolge der Kampagne der Arbeiter-Zeitung meldeten sich jedoch nur 300 neue Arbeiter, was als erster großer Sieg der Gewerkschaft gewertet werden kann. Nach der Haymarket-Versammlung folgte ein mehrtägiger Streik in Chicago.
Als am 3. Mai die Polizei einschritt, um eine Versammlung von Streikenden nahe dem Erntemaschinen-Betrieb McCormick aufzulösen, wurden sechs Arbeiter erschossen und einige weitere verletzt. In der folgenden Nacht versammelte sich eine Menge von mehreren Tausend Streikenden und marschierte zum Haymarket Square. Wiederum versuchte die Polizei, auch unter dem Eindruck der gewalttätigen Auseinandersetzungen zuvor, die Versammlung aufzulösen. Der Protestmarsch wurde aber fortgesetzt und verlief friedlich. Auch der Bürgermeister der Stadt, Carter Harrison Sr., ging, nachdem er die Lage überprüft hatte, früh nach Hause.
Die Lage eskalierte am nächsten Tag, dem 4. Mai, als jemand eine Bombe in die Menge warf, die sich wieder am Haymarket-Square versammelt hatte. Zwölf Menschen, darunter der Polizist Mathias J. Degan, starben noch am Ort des Geschehens. Sechs weitere Polizisten erlagen später ihren Verletzungen. Die Polizei eröffnete daraufhin das Feuer und tötete und verletzte eine unbekannte Zahl von Protestierenden. Da einige der Redner dieses Tages Anarchisten gewesen waren, ging man davon aus, dass ein Anarchist die Bombe geworfen hatte. Ein Beweis für eine solche Verbindung konnte allerdings nicht erbracht werden. Bis heute ist unklar, wer die Bombe geworfen hat.

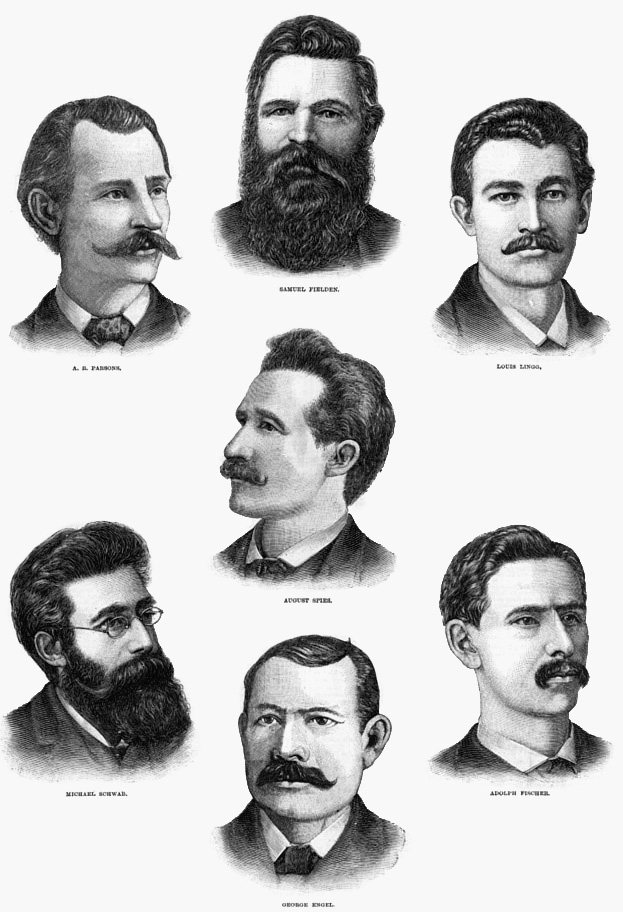
Abbildung der sieben zum Tode verurteilten Personen, 1887

Obgleich niemand überhaupt den Bombenwerfer erkannt hatte, wurden acht Männer, die den Streik mitorganisiert hatten, angeklagt und für schuldig befunden. Es gab keine Beweise für eine Verbindung der Angeklagten zu dem Bombenanschlag. Vielmehr argumentierte der Richter Joseph Gary, dass der Bombenwerfer auf Grund der Ideen der Männer gehandelt habe und diese damit ebenso schuldig seien, als hätten sie selbst den Anschlag verübt. August Spies, Albert Parsons, George Engel und Adolph Fischer wurden gehängt. Louis Lingg beging in seiner Zelle Selbstmord mit einer geschmuggelten Stange Dynamit, durch die er sich selbst enthauptete (eine Quelle spricht von einer Revolverpatrone, die, zwischen die Zähne geklemmt, mit einer Kerze zur Explosion gebracht wurde). Oscar Neebe wurde zu 15 Jahren Gefängnis verurteilt. Die Todesurteile gegen Michael Schwab und Samuel Fielden wurden von Gouverneur Richard James Oglesby nach dem Gnadenrecht in lebenslange Haft umgewandelt.
Die Verurteilungen führten zu einem Aufschrei in internationalen Arbeiterkreisen und zu Protesten rund um die Welt. Zu den Unterstützern des Protestes gehörten unter anderem George Bernard Shaw, William Morris und Peter Kropotkin. 25.000 Menschen nahmen in Chicago an der Beerdigung der Hingerichteten teil.
August Spies wird weiterhin mit den Worten zitiert:

„Die Zeit wird kommen, wo unser Schweigen stärker ist, als die Stimmen, die Sie heute erdrosseln.“

und mit den Worten, die er während der Arbeiterversammlung auf Haymarket am Abend des 1. Mai 1886 in Chicago mehrfach sagte:

„Man kann nicht ewig wie ein Stück Vieh leben!“

Am 26. Juni 1893 erließ der Gouverneur von Illinois, John Peter Altgeld, einen Gnadenerlass für Samuel Fielden, Oscar Neebe und Michael Schwab, die dadurch freikamen. Er war zu der Überzeugung gelangt, dass alle Angeklagten unschuldig gewesen seien. Der Grund für den Bombenwurf sei die mangelnde Aufklärung und Verfolgung von zwei Tötungen durch die Detektei Pinkerton. In der Bevölkerung war diese Entscheidung unpopulär und trug zum Ende von Altgelds politischer Karriere bei.

## Gedenken

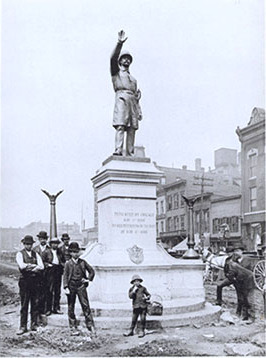
1889 aufgestellte Bronzestatue, die einen Chicagoer Polizisten darstellt

1889 wurde eine 9 Fuß (2,74 m) hohe Bronzestatue eines Chicagoer Polizisten nahe dem Ursprungsort des Aufstands aufgestellt. Die Statue war ein Thema, über das lange debattiert wurde. Die Errichtung wurde als Akt der Provokation betrachtet. Nachdem sie von ihrer ursprünglichen Position verschoben worden war, wurde sie Ende der 1960er Jahre zweimal von den Weathermen gesprengt und in den 1970er Jahren temporär in ein Polizeigebäude verschoben. 2007 wurde sie in der Vorhalle des Polizeihauptquartiers aufgestellt.

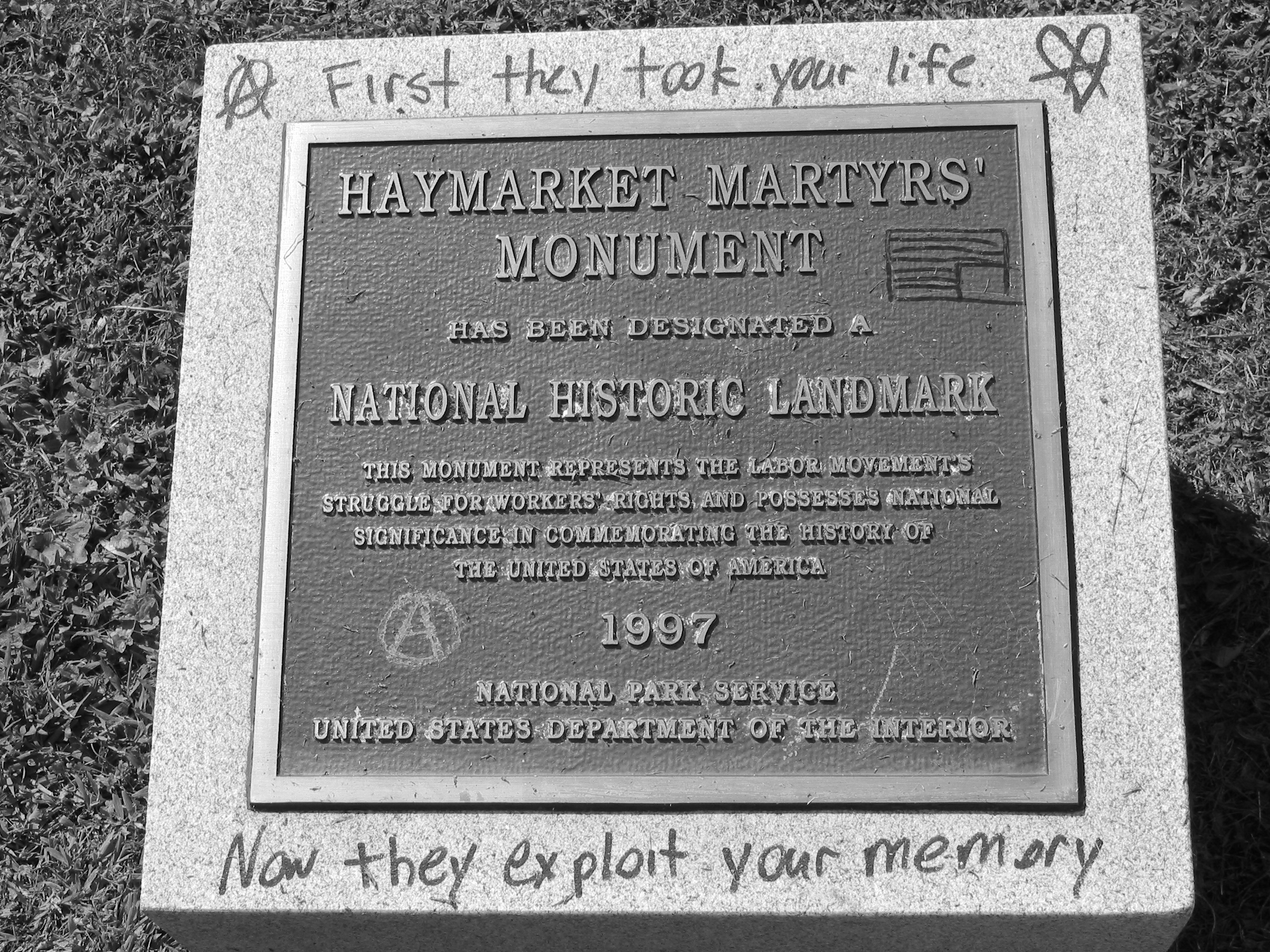
Gedenktafel auf dem Waldheimfriedhof in Chicago (1997). Dort sind Lingg, Spies, Fischer, Engel und Parsons begraben.

Am ursprünglichen Aufstellungsort wurde 1992 eine quadratische Bronzeplakette angebracht, auf der zu lesen ist:

“A decade of strife between labor and industry culminated here in a confrontation that resulted in the tragic death of both workers and policemen. On May 4, 1886, spectators at a labor rally had gathered around the mouth of Crane’s Alley. A contingent of police approaching on DesPlaines Street were met by a bomb thrown from just south of the alley. The resultant trial of eight activists gained worldwide attention for the labor movement, and initiated the tradition of ‘May Day’ labor rallies in many cities.”

„Ein Jahrzehnt des Streits zwischen Arbeitern und Industrie gipfelte hier in einer Konfrontation, die zum tragischen Tod von Arbeitern und Polizisten führte. Am 4. Mai 1886 hatten sich Zuschauer an einer Arbeiterversammlung am Anfang der Crane’s Alley eingefunden. Ein Kontingent der Polizei, von der DesPlaines Street kommend, wurde durch eine Bombe getroffen, die aus dem Süden der Gasse geworfen wurde. Das darauf folgende Verfahren gegen acht Aktivisten gewann weltweite Aufmerksamkeit für die Arbeiterbewegung und leitete die Tradition des ,Ersten Mai‘ mit seinen Arbeiterversammlungen in vielen Städten ein.
gewidmet am 25. März 1992
Bürgermeister Richard M. Daley“

2004 einigten sich Bürgermeister, Gewerkschaften und Polizei auf ein Denkmal in Form einer bronzenen Statue, das einen Sprecher auf einem Wagen abbildet. Das Denkmal soll sowohl den Haymarket-Streik als auch die Redefreiheit symbolisieren.
Der Name des 2001 gegründeten Verlages Haymarket Books soll an das Massaker erinnern.

## Ideologische Nachwirkungen
Die Haymarket-Affäre führte in den Vereinigten Staaten zu einem Niedergang der Knights of Labor. Sie führte auch zu einer Säuberung der Lehrinstitutionen von Sozialisten – vermuteten und wirklichen, christlichen und marxistischen.
J. Bates Clark war vor Haymarket skeptisch, dass Wettbewerbsbedingungen zu gerechten Löhnen führen und verlangte, dass „Big Business“ durch „Big Labor“ kompensiert wird. Er schrieb (1878): „Es ist ein gefährlicher Fehler, den Wettbewerb zu sehr zu loben, und alle Angriffe auf ihn als revolutionär zu betrachten. […] Wir essen keine Menschen … aber wir tun das doch über solch indirekte und verfeinerte Verfahren, dass es uns im Allgemeinen nicht auffällt, dass wir Kannibalen sind.“ Nach Haymarket erklärte Clark (1891): „Was eine soziale Klasse erhält, ist – unter natürlichem Gesetz [Wettbewerb] – das, was sie zur allgemeinen Produktion der Industrie beiträgt.“ Clark wurde damit zu einem Pionier der neoklassischen Verteilungstheorie und seit 1947 wird zweijährlich eine John-Bates-Clark-Medaille dem besten amerikanischen Ökonomen unter 40 verliehen.

## Literarische Bearbeitungen
- Robert Herrick: Memoirs of an American Citizen (1905)
- Robert Herrick: One Woman's Life (1913)
- Alfons Paquet: Fahnen (1923), Theaterstück, Uraufführung: 26. Mai 1924, Volksbühne Berlin, Regie: Erwin Piscator
- Frank Harris: Die Bombe. Berlin 1927 (=https://www.projekt-gutenberg.org/harris/bombe/bombe.html – englisch: The Bomb. New York 1909. Übersetzt von Antonina Vallentin, Erstausgabe:  London  1908).
- Howard Fast: The American – A Middle Western Legend (1946), dt. Der Amerikaner: Eine Legende aus dem Mittelwesten (1950)
- Jürgen Alberts: Der Anarchist von Chicago. Rowohlt, Reinbek 1995, ISBN 3-498-00041-1.
- Harriette Gillem Robinet: Missing from Haymarket Square (2001), Jugendbuch
- Martin Duberman: Haymarket – A Novel (2003)